# Valea Plopului, Prahova
Valea Plopului este un sat în comuna Posești din județul Prahova, Muntenia, România.